# Shane Coffey
Shane Coffey, aussi appelé Shane Zwiener, (né en 1986) est un acteur américain.

## Biographie
Shane Coffey est surtout connu pour avoir joué le rôle d'Holden Strauss dans la série dramatique Pretty Little Liars.
Il est proche de sa partenaire Troian Bellisario dans Pretty Little Liars. Ils ont tous les deux fait un court métrage intitulé Exilés, et forment un groupe de musique appelé Family.

## Filmographie

### Cinéma
- 2019 : Robert the Bruce de Richard Gray

### Télévision
- 2004 : Summerland : Patrick
- 2010 : La Vie secrète d'une ado ordinaire : Jimmy Nash
- 2010 : The Whole Truth : Zach Sellards
- 2011 : Hounds from Hell : Orson
- 2011 : A Holiday Heist : Un étudiant
- 2011 : Pretty Little Liars : Holden Strauss
- 2012 : I Just Want My Pants Back : Ethan
- 2012 : Les Experts : Pete Moyer
- 2012 :  Last Man Standing : Terrence
- 2012 :  Perception : DJ Pierce
- 2013 :  Castle : Sean Tanner (Saison 5 Épisode 23)
- 2013 :  The Originals : Timothy (Saison 1 - Épisodes 4 & 10)
- 2018 : Esprits criminels (saison 14, épisode 3) : Emmanuel Rask
- 2021 : Good Girls : Kevin (saison 4)
- 2021 : NCIS : Enquêtes spéciales (saison 18, épisode 9)